# Piet Velthuizen
Piet Hubertus Velthuizen (Nimegue, 3 de novembro de 1986) é um futebolista neerlandês, que joga como goleiro. Atualmente está sem clube.

## Carreira
Velthuizen representou a Seleção Neerlandesa de Futebol, nas Olimpíadas de 2008.